# Каменчуковка
Каменчуковка — хутір у Стародубському муніципальному окрузі Брянської області Росії.

## Географія
Знаходиться в південній частині Брянської області на відстані приблизно 3 км на південний захід по прямій від районного центру міста Стародуб.

## Історія
Згадується з 1858 року як фамільний хутір Конончуковка, заснований братами Дмитром і Павлом Терентійовичами Конончуками. У 1859 році тут (хутір Стародубського повіту Чернігівської губернії) числилося 4 двори, у 1892 — 5 дворів. До 2019 року населений пункт входив до складу Занківського сільського поселення, з 2019 по 2020 до складу Понурівського сільського поселення Стародубського району до їх скасування.

## Населення
Чисельність населення: 22 особи (1859 рік), 17 (1892), 9 осіб у 2002 році (росіян 89 %), 8 осіб у 2010 році.